# Campionato europeo maschile di pallacanestro Under-20 2010
Il 13º Campionato Europeo maschile Under-20 di Pallacanestro FIBA (noto anche come FIBA EuroBasket Under-20 2010) si è svolto in Croazia dall'8 luglio al 18 luglio 2010.
Al termine della competizione la Paesi Bassi under 20 e la Rep. Ceca under 20 vennero retrocesse in Division B.

## Risultati

### Prima fase a gruppi

#### Gruppo A
| Squadra        | G | V | P | PF  | PS  | P.ti |
| -------------- | - | - | - | --- | --- | ---- |
| Grecia U-20    | 3 | 3 | 0 | 262 | 196 | 6    |
| Ucraina U-20   | 3 | 2 | 1 | 252 | 233 | 5    |
| Lettonia U-20  | 3 | 1 | 2 | 207 | 226 | 4    |
| Rep. Ceca U-20 | 3 | 0 | 3 | 195 | 261 | 3    |

#### Gruppo B
| Squadra         | G | V | P | PF  | PS  | P.ti         |
| --------------- | - | - | - | --- | --- | ------------ |
| Serbia U-20     | 3 | 2 | 1 | 221 | 204 | 5 (1–1 (+2)) |
| Montenegro U-20 | 3 | 2 | 1 | 194 | 192 | 5 (1–1 (0))  |
| Lituania U-20   | 3 | 2 | 1 | 226 | 212 | 5 (1–1 (-2)) |
| Turchia U-20    | 3 | 0 | 3 | 197 | 230 | 3            |

#### Gruppo C
| Squadra          | G | V | P | PF  | PS  | P.ti |
| ---------------- | - | - | - | --- | --- | ---- |
| Francia U-20     | 3 | 3 | 0 | 187 | 171 | 6    |
| Russia U-20      | 3 | 2 | 1 | 211 | 199 | 5    |
| Italia U-20      | 3 | 1 | 2 | 203 | 199 | 4    |
| Paesi Bassi U-20 | 3 | 0 | 3 | 190 | 222 | 3    |

#### Gruppo D
| Squadra       | G | V | P | PF  | PS  | P.ti |
| ------------- | - | - | - | --- | --- | ---- |
| Spagna U-20   | 3 | 2 | 1 | 191 | 183 | 5    |
| Croazia U-20  | 3 | 2 | 1 | 197 | 183 | 5    |
| Slovenia U-20 | 3 | 1 | 2 | 201 | 192 | 4    |
| Germania U-20 | 3 | 1 | 2 | 171 | 202 | 4    |

### Qualifying round
|  | Ammesse alle semifinali                  |
|  | Ammesse ai confronti per il 9º-12º posto |

#### Gruppo E
| Squadra         | G | V | P | PF  | PS  | P.ti         |
| --------------- | - | - | - | --- | --- | ------------ |
| Grecia U-20     | 5 | 5 | 0 | 391 | 340 | 10           |
| Ucraina U-20    | 5 | 3 | 2 | 386 | 397 | 8            |
| Serbia U-20     | 5 | 2 | 3 | 335 | 323 | 7 (1–1 (+2)) |
| Montenegro U-20 | 5 | 2 | 3 | 355 | 359 | 7 (1–1 (0))  |
| Lituania U-20   | 5 | 2 | 3 | 383 | 358 | 7 (1–1 (–2)) |
| Lettonia U-20   | 5 | 1 | 4 | 312 | 385 | 6            |

#### Gruppo F
| Squadra       | G | V | P | PF  | PS  | P.ti |
| ------------- | - | - | - | --- | --- | ---- |
| Spagna U-20   | 5 | 4 | 1 | 345 | 312 | 9    |
| Croazia U-20  | 5 | 4 | 1 | 348 | 293 | 9    |
| Francia U-20  | 5 | 3 | 2 | 277 | 294 | 8    |
| Russia U-20   | 5 | 2 | 3 | 331 | 353 | 7    |
| Italia U-20   | 5 | 1 | 4 | 325 | 354 | 6    |
| Slovenia U-20 | 5 | 1 | 4 | 316 | 336 | 6    |

### Classification round
|  | Retrocesse in Division B |

#### Gruppo G
| Squadra          | G | V | P | PF  | PS  | P.ti |
| ---------------- | - | - | - | --- | --- | ---- |
| Turchia U-20     | 6 | 4 | 2 | 420 | 394 | 10   |
| Germania U-20    | 6 | 4 | 2 | 421 | 390 | 10   |
| Paesi Bassi U-20 | 6 | 3 | 3 | 400 | 415 | 9    |
| Rep. Ceca U-20   | 6 | 1 | 5 | 396 | 438 | 7    |

### Fase ad eliminazione diretta

#### Tabellone gare 9º - 12º posto
|  | Playoffs      | Playoffs      | Playoffs    |             |               | Nono posto       | Nono posto       | Nono posto       |  |
|  |               |               |             |             |               |                  |                  |                  |  |
|  | Lituania U-20 | Lituania U-20 | 74          |             |               |                  |                  |                  |  |
|  | Lituania U-20 | Lituania U-20 | 74          |             |               |                  |                  |                  |  |
|  | Slovenia U-20 | Slovenia U-20 | 72          |             |               |                  |                  |                  |  |
|  | Slovenia U-20 | Slovenia U-20 | 72          |             | Lituania U-20 | Lituania U-20    | 74               |                  |  |
|  |               |               |             |             | Lituania U-20 | Lituania U-20    | 74               |                  |  |
|  |               |               | Italia U-20 | Italia U-20 | 73            |                  |                  |                  |  |
|  | Italia U-20   | Italia U-20   | Italia U-20 | Italia U-20 | 73            | 78               |                  |                  |  |
|  | Italia U-20   | Italia U-20   |             |             |               | 78               |                  |                  |  |
|  | Lettonia U-20 | Lettonia U-20 | 73          |             |               | Undicesimo posto | Undicesimo posto | Undicesimo posto |  |
|  | Lettonia U-20 | Lettonia U-20 | 73          |             |               |                  |                  |                  |  |
|  |               |               |             |             |               |                  |                  |                  |  |
|  |               |               |             |             |               | Slovenia U-20    | Slovenia U-20    | 73               |  |
|  |               |               |             |             |               | Slovenia U-20    | Slovenia U-20    | 73               |  |
|  |               |               |             |             |               | Lettonia U-20    | Lettonia U-20    | 76               |  |

#### Tabellone gare 5º - 8º posto
|  | Playoffs        | Playoffs        | Playoffs        |                 |             | Quinto posto  | Quinto posto  | Quinto posto  |  |
|  |                 |                 |                 |                 |             |               |               |               |  |
|  | Russia U-20     | Russia U-20     | 92              |                 |             |               |               |               |  |
|  | Russia U-20     | Russia U-20     | 92              |                 |             |               |               |               |  |
|  | Serbia U-20     | Serbia U-20     | 80              |                 |             |               |               |               |  |
|  | Serbia U-20     | Serbia U-20     | 80              |                 | Russia U-20 | Russia U-20   | 70            |               |  |
|  |                 |                 |                 |                 | Russia U-20 | Russia U-20   | 70            |               |  |
|  |                 |                 | Montenegro U-20 | Montenegro U-20 | 60          |               |               |               |  |
|  | Ucraina U-20    | Ucraina U-20    | Montenegro U-20 | Montenegro U-20 | 60          | 61            |               |               |  |
|  | Ucraina U-20    | Ucraina U-20    |                 |                 |             | 61            |               |               |  |
|  | Montenegro U-20 | Montenegro U-20 | 84              |                 |             | Settimo posto | Settimo posto | Settimo posto |  |
|  | Montenegro U-20 | Montenegro U-20 | 84              |                 |             |               |               |               |  |
|  |                 |                 |                 |                 |             |               |               |               |  |
|  |                 |                 |                 |                 |             | Serbia U-20   | Serbia U-20   | 107           |  |
|  |                 |                 |                 |                 |             | Serbia U-20   | Serbia U-20   | 107           |  |
|  |                 |                 |                 |                 |             | Ucraina U-20  | Ucraina U-20  | 93            |  |

#### Tabellone finale
|  | Playoffs        | Playoffs     |              |             | Finale       | Finale      |  |  | Finale | Finale |
|  |                 |              |              |             |              |             |  |  |        |        |
|  | Zara            |              |              |             |              |             |  |  |        |        |
|  |                 |              |              |             |              |             |  |  |        |        |
|  | Grecia U-20     | 74           |              |             |              |             |  |  |        |        |
|  | Grecia U-20     | 74           | Zara         |             |              |             |  |  |        |        |
|  | Russia U-20     | 55           |              |             |              |             |  |  |        |        |
|  | Russia U-20     | 55           | Grecia U-20  | 71          |              |             |  |  |        |        |
|  | Zara            |              | Grecia U-20  | 71          |              |             |  |  |        |        |
|  |                 | Croazia U-20 | 56           |             |              |             |  |  |        |        |
|  | Serbia U-20     | Croazia U-20 | 56           | 75          |              |             |  |  |        |        |
|  | Serbia U-20     |              | Zara         | 75          |              |             |  |  |        |        |
|  | Croazia U-20    | 76           |              |             |              |             |  |  |        |        |
|  | Croazia U-20    | 76           | Grecia U-20  | 62          |              |             |  |  |        |        |
|  | Zara            |              | Grecia U-20  | 62          |              |             |  |  |        |        |
|  |                 | Francia U-20 | 73           |             |              |             |  |  |        |        |
|  | Ucraina U-20    | Francia U-20 | 73           | 57          |              |             |  |  |        |        |
|  | Ucraina U-20    | Zara         |              | 57          |              |             |  |  |        |        |
|  | Francia U-20    | 80           |              |             |              |             |  |  |        |        |
|  | Francia U-20    | 80           | Francia U-20 | 86          | Terzo posto  | Terzo posto |  |  |        |        |
|  | Zara            |              | Francia U-20 | 86          | Terzo posto  | Terzo posto |  |  |        |        |
|  |                 | Spagna U-20  | 83           |             |              |             |  |  |        |        |
|  | Spagna U-20     | Spagna U-20  | 83           | 64          | Croazia U-20 | 79          |  |  |        |        |
|  | Spagna U-20     |              |              | 64          | Croazia U-20 | 79          |  |  |        |        |
|  | Montenegro U-20 | 50           |              | Spagna U-20 | 86           |             |  |  |        |        |
|  | Montenegro U-20 | 50           |              |             | 86           |             |  |  |        |        |
|  |                 |              |              |             |              |             |  |  | Zara   |        |
|  |                 |              |              |             |              |             |  |  |        |        |

## Classifica finale
| Campione d'Europa | Campione d'Europa | Campione d'Europa | Campione d'Europa |
| --- | ----------------- | --- | ----------------- |
| Francia under 204 Rousselle, 5 Aboudou, 6 Albicy, 7 Courby, 8 Lacombe, 9 Lang, 10 Tanghe, 11 Gavrilovic, 12 Léonard, 13 Ramassamy, 14 Prénom, 15 Kahudi, All. Jean-Aimé Toupane |                   | |                   |
| Argento | Grecia            | Grecia under 204 Katsivelīs, 5 Mourtos, 6 Geōrgakīs, 7 Mantzarīs, 8 Karathanasīs, 9 Papantōniou, 10 Papanikolaou, 11 Sloukas, 12 Janković, 13 Pappas, 14 Kaselakīs, 15 Sarikopoulos, All. Kōstas Missas |                   |
| Bronzo | Spagna            | Spagna under 204 Simeón, 5 Pérez, 6 Sastre, 7 Llovet, 8 Muñoz, 9 I. Martínez, 10 Franch, 11 Hernández, 12 Mirotić, 13 Lorenzo, 14 E. Martínez, 15 Gil, All. Juan Antonio Orenga                         |                   |
| 4. | Croazia           | Croazia under 204 Došen, 5 Radošević, 6 Bilinovac, 7 Delaš, 8 Olivari, 9 Ramljak, 10 Prostran, 11 Batur, 12 Planinić, 13 Butorac, 14 Rikić, 15 Zubčić, All. Boris Kurtović                              |                   |
| 5. | Russia            | Russia under 204 Andreev, 5 Ključnikov, 6 Morozov, 7 Polochin, 8 Byčkov, 9 Pičkurov, 10 Karpuchin, 11 Ivlev, 12 Antipov, 13 Pateev, 14 Kirdjačkin, 15 Valiev, All. Boris Livanov                        |                   |
| 6. | Montenegro        | Montenegro under 204 Stojanović, 5 Samojlović, 6 Radović, 7 Loncović, 8 Mihailović, 9 N. Ljujić, 10 Đukanović, 11 Šutulović, 12 Lopičić, 13 M. Ljujić, 14 Dubljević, 15 Damjanović, All. Dejan Radonjić |                   |
| 7. | Serbia            | Serbia under 204 Milutinović, 5 Obrenović, 6 Riznić, 7 Subotić, 8 Nedović, 9 Mitrović, 10 Arnautović, 11 Majstorović, 12 Đekić, 13 Anđušić, 14 Jaramaz, 15 Musli, All. Boško Đokić                      |                   |
| 8. | Ucraina           | Ucraina under 204 Dolenko, 5 Dzjuba, 6 Otverčenko, 7 Ožegov, 8 Lypovyj, 9 Noskov, 10 Osnač, 11 Kondrat'jev, 12 Sandul, 13 Anisimov, 14 Natjažko, 15 Kosenkov, All. Volodymyr Poljach                    |                   |
| 9. | Lituania          | Lituania under 204 Dambrauskas, 5 Tarvydas, 6 Peciukevicius, 7 Sapiega, 8 Kulvietis, 9 Slezas, 10 Bendžius, 11 Kadzevičius, 12 Orelik, 13 Kairys, 14 Staniulis, 15 Drungilas, All. Vitoldas Masalskis   |                   |
| 10. | Italia            | Italia under 204 Giampaoli, 5 Sanguinetti, 6 Biligha, 7 Pascolo, 8 Baldi Rossi, 9 Borra, 10 Casella, 11 Rullo, 12 Sandri, 13 Vitali, 14 Crotta, 15 Gentile, All. Stefano Sacripanti                     |                   |
| 11. | Lettonia          | Lettonia under 204 Brigmanis, 5 Krūmiņš, 6 Celms, 7 Ošiņš, 8 Kārlis, 9 Laksa, 10 Osenieks, 11 Butjankovs, 12 Meiers, 13 Zeidaks, 14 Blaus, 15 Rozītis, All. Varis Krūmiņš                               |                   |
| 12. | Slovenia          | Slovenia under 204 Zadnik, 5 Sarajlija, 6 Lekić, 7 Kobal, 8 D. Murić, 9 Pelko, 10 Čebašek, 11 Vranjković, 12 E. Murić, 13 Mahkovic, 14 Dimec, 15 Buda, All. Radomir Mijanovič                           |                   |
| 13. | Turchia           | Turchia under 204 Köksal, 5 Kılıçlı, 6 Mahmutoğlu, 7 Mutaf, 8 Batuk, 9 Karaman, 10 Yıldırım, 11 İncekara, 12 Türkyılmaz, 13 Şanlı, 14 Aldemir, 15 Çantekin, All. Aleaddin Yakan                         |                   |
| 14. | Germania          | Germania under 204 Engel, 5 Schmidt, 6 Barhel, 7 Wohlfarth-Bottermann, 8 Schmitz, 9 Stuckey, 10 Vargas, 11 DiLeo, 12 Huelsewede, 13 Monse, 14 Zirbes, 15 Land, All. Denis Wucherer                      |                   |
| 15. | Paesi Bassi       | Paesi Bassi under 204 van der Horst, 5 Mladenovic, 6 Kloof, 7 Kramer, 8 van Vugt, 9 de Roos, 10 Voorn, 11 Kherrazi, 12 van Schaik, 13 Osaikhwuwuomwan, 14 Olij, 15 van der Mars, All. Burhan Alibegovic |                   |
| 16. | Rep. Ceca         | Rep. Ceca under 204 Vyral, 5 Kohout, 6 Voslajer, 7 Hering, 8 Satoranský, 9 Jelínek, 10 Balvín, 11 Cíz, 12 Souček, 13 Kříž, 15 Peterka, All. Jan Slowiak                                                 |                   |

## Riconoscimenti ai giocatori

### MVP del torneo
- Andrew Albicy

### Miglior quintetto del torneo
- Andrew Albicy
- Nikos Pappas
- Kōstas Papanikolaou
- Mario Delaš
- Nikola Mirotić

## Statistiche
Punti
| Pos. | Nome                | Punti | Gare | PPG  |
| ---- | ------------------- | ----- | ---- | ---- |
| 1.   | Nikos Pappas        | 199   | 9    | 22,1 |
| 2.   | Ruslan Otverčenko   | 169   | 9    | 18,8 |
| 3.   | Alessandro Gentile  | 138   | 8    | 17,3 |
| 3.   | Kyrylo Natjažko     | 155   | 9    | 17,2 |
| 5.   | Vladimir Mihailović | 152   | 9    | 16,9 |

Rimbalzi
| Pos. | Nome            | Rim. | Gare | RPG  |
| ---- | --------------- | ---- | ---- | ---- |
| 1.   | Furkan Aldemir  | 104  | 9    | 11,6 |
| 2.   | Vladimir Ivlev  | 103  | 9    | 11,4 |
| 3.   | Kyrylo Natjažko | 76   | 9    | 8,4  |
| 4.   | Dejan Musli     | 67   | 8    | 8,4  |
| 5.   | Bojan Dubljević | 70   | 9    | 7,8  |

Assist
| Pos. | Nome             | Ass. | Gare | APG |
| ---- | ---------------- | ---- | ---- | --- |
| 1.   | Andrew Albicy    | 53   | 9    | 5,9 |
| 2.   | Tomáš Satoranský | 49   | 9    | 5,4 |
| 3.   | Ibrahim Yıldırım | 35   | 9    | 3,9 |
| 4.   | Josep Franch     | 33   | 9    | 3,7 |
| 5.   | Nemanja Nedović  | 32   | 9    | 3,6 |